# 侧平肩螺
侧平肩螺（学名：Japelion latus）是新腹足目峨螺科的一种。舊屬平肩螺属，今屬Clinopegma屬。

## 分佈
主要分佈於中国大陆的黃海，常栖息在潮下带。